# Dayaoshania cotinifolia
Dayaoshania cotinifolia ist die einzige Art der monotypischen Pflanzengattung Dayaoshania in der Familie der Gesneriengewächse (Gesneriaceae).

## Beschreibung

### Erscheinungsbild und Blatt
Dayaoshania cotinifolia wächst terrestrisch als immergrüne ausdauernde, krautige Pflanze. Sie bildet ein dickes vertikales Rhizom aus. Ein Stängel ist nicht erkennbar.
Die vielen Laubblätter sind grundständig sowie wechselständig angeordnet und in Blattstiel sowie Blattspreite gegliedert. Der Blattstiel ist 0,8 bis 6 Zentimeter lang. Die einfache Blattspreite ist bei einer Länge von 2,5 bis 5,5 Zentimetern sowie einer Breite von 2,3 bis 4,8 Zentimetern breit-elliptisch, kreisförmig-eiförmig oder fast kreisförmig mit schiefer breit-keilförmiger bis fast herzförmiger Spreitenbasis und breit-spitzem bis gerundetem oberen Ende. Der Blattrand ist fast glatt oder undeutlich stumpf-gesägt oder gekerbt. Beide Blattseiten sind mehr oder weniger dicht weiß flaumig behaart (Indument). Es gibt vier oder fünf Seitennerven auf jeder Seite des Mittelnerves.

### Blütenstand und Blüte
Die Blütezeit liegt im September. Der seitenständige, 5,5 bis 8,5 Zentimeter lange Blütenstandsschaft ist dicht flaumig behaart. Im zymösen Blütenstand befinden sich meist locker angeordnet nur ein oder zwei Blüten. Die zwei gegenständigen,  dicht flaumig behaarten Tragblätter sind bei einer Länge von 5,5 bis 9 Millimetern sowie einer Breite von 1,2 bis 2,2 Millimetern schmal linealisch-lanzettlich. Die zwei Deckblätter sind gegenständig.
Die zwittrigen Blüten sind fünfzählig mit doppelter Blütenhülle. Der Blütenkelch ist radiärsymmetrisch. Die fünf gleichen Kelchblätter sind frei oder an ihrer Basis  verwachsen. Die Kelchblätter sind  bei einer Länge von 5 bis 8 Millimetern schmal-dreieckig bis lanzettlich-linealisch mit glattem bis wenig gezähnten Rand. Die fünf hell-purpurfarbenen bis weißen, innen spärlich flaumig behaarten, 1,3 bis 1,9 Zentimeter langen Kronblätter sind zu einer glockenförmigen Blütenkrone verwachsen. Die Kronröhre ist mit einer Länge von nur 7 bis 9 Millimetern fast gleich lang wie der Kronsaum und weist auf ganzer Länge einen Durchmesser von 5 bis 9 Millimetern auf. Die zygomorphe Blütenkrone ist zweilippig, wobei die Kronlippen fast gleich lang sind. Die Kronoberlippe ist 7 bis 10 Millimeter lang und endet in zwei bei einer Breite von 6 bis 10 Millimetern breit-eiförmigen Kronlappen. Die Kronunterlippe ist 7 bis 12 Millimeter lang und endet in drei, selten zwei gleichen  bei einer Breite von 2 bis 6 Millimetern (breit-)dreieckigen Kronlappen mit spitzen, selten stumpfen oberen Enden. Es sind zwei fertile Staubblätter vorhanden, selten ist es nur eins; sie überragen die Kronröhre etwas. Die auf der unteren Seite nahe der Basis der Kronröhre inserierten Staubblätter sind 0,9 bis 1,4 Zentimeter lang. Die basifixen Staubbeutel sind dunkel-purpurfarben und bis oben hin frei. Die parallelen Theken öffnen sich longitudinal. Es können zwei, auf der oberen Seite der Kronröhre inserierte, etwa 4 Millimeter lange Staminodien vorhanden sein oder sie fehlen. Die becherförmigen Nektardrüsen stehen im ringförmigen Diskus zusammen. Der Stempel ist 1 bis 1,6 Zentimeter lang. Der dicht flaumig behaarte, oberständige, einkammerige Fruchtknoten ist bei einer Länge von 4,5 bis 9 Millimetern schlank zylindrisch, linealisch. Es sind zwei parietale, ungeteilte Plazenten vorhanden. Der spärlich flaumig behaarte, schlanke Griffel endet in zwei gleichen, gestutzten Narbenlappen.

### Frucht und Samen
Die gerade auf dem Fruchtstiel stehende Kapselfrucht ist bei einer Länge von etwa 2,5 Zentimetern schlank-zylindrisch und viel länger als der Kelch. Die fachspaltige oder lokulizide Kapselfrucht besitzt zwei flaumig behaarte, gerade Fruchtklappen. Auf der Frucht bleibt der haltbare Griffel erkennbar. Es wurden bisher nur unreife Kapselfrüchte und keine Samen gefunden.

## Vorkommen und Gefährdung
Der Endemit Dayaoshania cotinifolia kommt nur in den Dayaoshan-Bergen, im autonomen Kreis Jinxiu in der chinesischen Provinz Guangxi vor.
Dayaoshania cotinifolia gedeiht in Bergwäldern in Höhenlagen von 900 bis 1200 Metern.
Dayaoshania cotinifolia ist „Critically Endangered“ = „vom Aussterben bedroht“. Es gibt 2008 nur noch zwei Populationen mit insgesamt etwa 1000 Pflanzenexemplaren.

## Systematik
Die Gattung Dayaoshania wurde 1983 durch Wen-Tsai Wang mit der Erstbeschreibung der Art Dayaoshania cotinifolia W.T.Wang in Duo genera nova Gesneriacearum e Sina. in: Acta Phytotaxonomica Sinica, Volume 21, Issue 3, Seite 319–320, Tafel 1, Figur 1–6 aufgestellt. Das Typusmaterial wurde am 22. September 1981 in einem Wald in einer Höhenlage von 1200 Metern in Laoshan im Jinxiu Xian in Guangxi gesammelt und mit der Herbarnummer Exped. Compl. Dayaoshan 10930 hinterlegt. Das Artepitheton cotinifolia bedeutet, dass die Laubblättern denen von Cotinus ähnlich sehen. Der botanische Gattungsname Dayaoshania bezieht sich auf die geografische Bezeichnung Dayaoshan, einem Berg oder Bergregion in der Provinz Guangxi, in der die einzige Art vorkommt.
Dayaoshania cotinifolia ist die einzige Art der Gattung Dayaoshania, die zur Tribus Didymocarpeae aus den Didymocarpoiden innerhalb der Familie Gesneriaceae gehört.

## Ergänzende Literatur
- Z. Y. Li, Y. Z. Wang: Plants of Gesneriaceae in China. Henan Science and Technology Publishing House, Zhengzhou, 2004, S. 1–721.
- Yu-bing Wang, Hong-wei Liang, Nai-bo Mo, Kang-ping Qin, Geng-guo1 Tang: Flower Phenology and Breeding System of Rare and Endangered Dayaoshania cotinifolia. In: Acta Botanica Boreali-Occidentalia Sinica, 2011 - 05.